# Rafał Jan Wilczek
Rafał Jan Wilczek (ur. 5 stycznia 1975 w Szczytnie) – polski geodeta, działacz samorządowy i społeczny, urzędnik, od 2024 Wiceprzewodniczący Sejmiku Województwa Warmińsko-Mazurskiego.

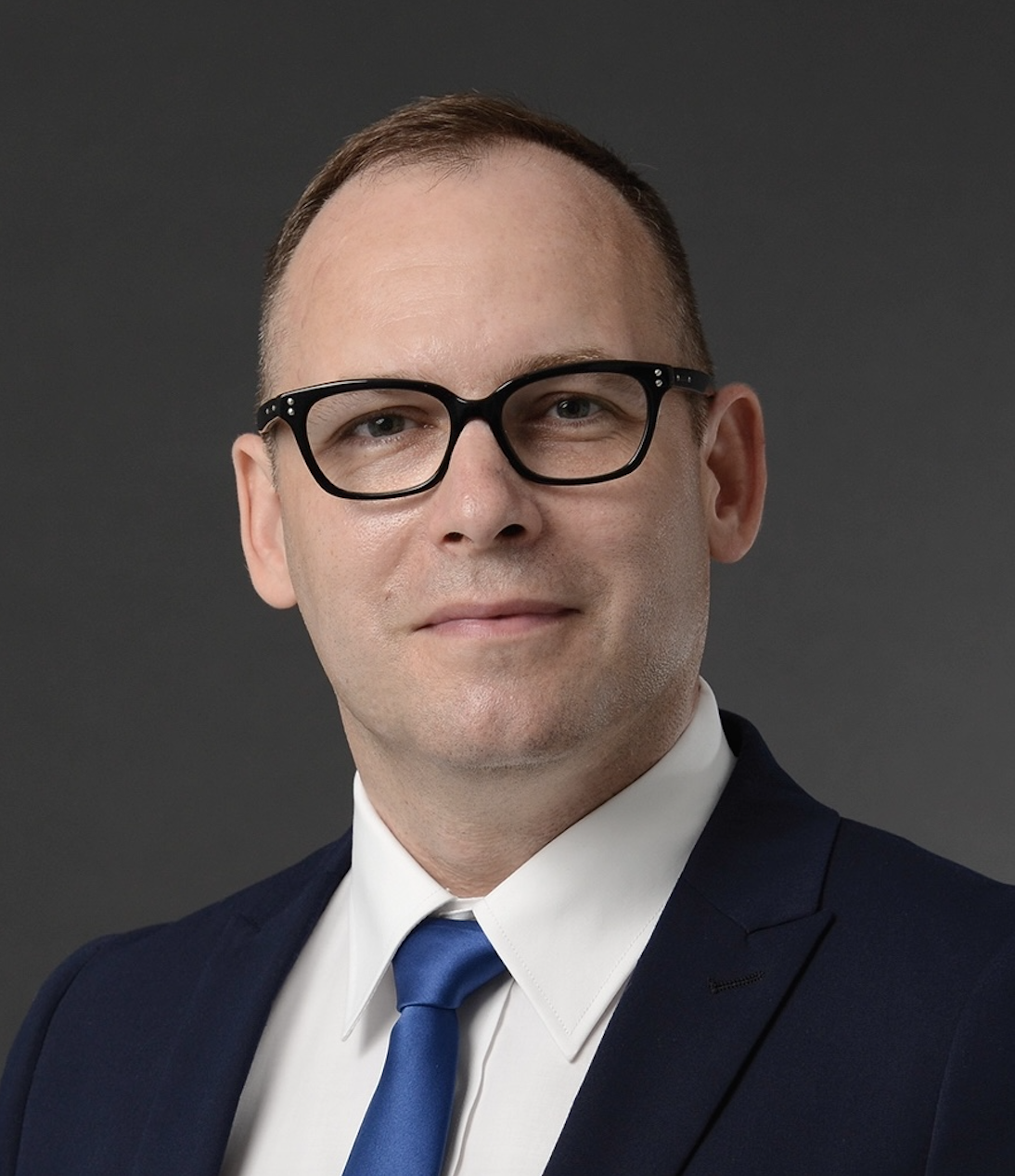
Rafał Jan Wilczek

## Życiorys
Syn Adama i Marianny (z d.Paradowskiej). Absolwent studiów inżynierskich o specjalności geodezja gospodarcza na Wydziale Geodezji i Gospodarki Przestrzennej Akademii Rolniczo-Technicznej w Olsztynie (1994–1998) oraz studiów magisterskich o specjalności gospodarka przestrzenna i szacowanie nieruchomości Uniwersytetu Warmińsko-Mazurskiego (2000–2001). Kształcił się podyplomowo na Uniwersytecie Warmińsko-Mazurskim w zakresie pozyskiwania środków unijnych dla rozwoju regionalnego (2003–2004) oraz przygotowania pedagogicznego w Olsztyńskiej Szkole Wyższej im. Józefa Rusieckiego (2007–2008). W 2023 r. ukończył studia podyplomowe w zakresie Master Of Buisness Administration (MBA) w Wyższej Szkole Społeczno-Ekonomicznej w Gdańsku. 
W 1996 r. podjął pracę w biurze geodezyjnym w Szczytnie. Był też zatrudniony w latach 1998–2015 w Urzędzie Miejskim w Szczytnie, m.in. jako podinspektor/inspektor w Wydziale Nieruchomości i Gospodarki Przestrzennej/Wydziale Rozwoju Miasta, gdzie zajmował się gospodarowaniem gruntami komunalnymi, promocją gospodarczą i funduszami unijnymi. W 2007 r. znalazł się w gronie dwudziestu wyróżnionych osób z województwa warmińsko-mazurskiego, uzyskując certyfikat „Ekspert od pozyskiwania funduszy strukturalnych” w ramach konkursu „Powiaty i gminy otwarte na fundusze strukturalne” zorganizowanym przez Związek Powiatów Polskich. W latach 2009–2015 pracował jako naczelnik Wydziału Promocji i Projektów Europejskich w Urzędzie Miejskim w Szczytnie. Pomysłodawca i współtwórca promocyjnej atrakcji miejskiej postaci Mazurskiego Pofajdoka, regionalnej imprezy kulinarnej Święto Mazurskiego Kartoflaka czy zagospodarowania użytku ekologicznego Mała Biel. Promotor mazurskiego dziedzictwa historycznego i kulinarnego. W latach 2015–2019 był zatrudniony w Urzędzie Gminy w Purdzie, jako Sekretarz Gminy i Zastępca Wójta Gminy Purda. W 2019 r. objął funkcję Naczelnika Wydziału Komunikacji, Transportu i Dróg w Starostwie Powiatowym w Szczytnie. W 2020 r. został Dyrektorem Zarządu Dróg Powiatowych w Szczytnie.
Pełnił funkcję ławnika w Sądzie Rejonowym w Szczytnie w Wydziale Pracy oraz w Wydziale Rodzinnym i Nieletnich, oraz czterokrotnie Przewodniczył Radzie Ławniczej w Sądzie Rejonowym w Szczytnie (2008–2023). W 2003 roku był współzałożycielem Lokalnej Organizacji Turystycznej Powiatu Szczycieńskiego, w latach 2011–2015 i 2019 pełnił funkcję jej prezesa. Współorganizator w latach 2012−2013 ogólnopolskiego festiwalu sportów ekstremalnych Freestyle City Piknik Szczytno-Cieszyn. 
Współzałożyciel i Przedstawiciel stowarzyszenia „Wszystko dla Szczytna” (od 2018), z ramienia którego jako komitet wyborczy w wyborach samorządowych w 2018 r. kandydował na stanowisko burmistrza miasta Szczytno i z niewielką różnicą głosów (43) otarł się o drugą turę wyborów, uzyskując trzecią pozycję z liczbą 2 386 głosów. Strażak ratownik w Ochotniczej Straży Pożarnej w Gawrzyjałkach. Współautor i wydawca wielu publikacji promujących dziedzictwo historyczne i kulinarne Mazur: w 2019 r. Słownika mowy mazurskiej - Mazurska gadka, pierwsze tego typu wydawnictwo w regionie; Wieś to styl życia - w poszukiwaniu mazurskiej kuchni; w 2020 r. Słownik mazurski z rozmówkami - Mazurská gádkä; oraz Prusy Wschodnie w obliczu Plebiscytu 11 lipca 1920; w 2021 r. publikacja w formie komiksu Nowe przygody mazurskich Pofajdoków.
W 2022 r. ukończył Szkołę Liderów Politycznych. W 2024 z poparciem partii Polska 2050 Szymona Hołowni z list koalicji Trzecia Droga uzyskał mandat radnego Sejmiku Warmińsko-Mazurskiego. 14 maja 2024 wybrano go na Wiceprzewodniczącego Sejmiku Warmińsko-Mazurskiego oraz Przewodniczącego Komisji Strategii Rozwoju województwa warmińsko-mazurskiego.
Żonaty, ma córkę.